# Adrian Rymel
Adrian Rymel (ur. 30 października 1975 w Kopřivnicach) – czeski żużlowiec.

## Życiorys
Czterokrotny medalista indywidualny mistrzostw Czech: złoty (Březolupy 2006), dwukrotnie srebrny (Mšeno 2003, Kopřivnice 2004) oraz brązowy (Slaný 2007). Ośmiokrotny medalista mistrzostw Czech par klubowych: sześciokrotnie złoty (1997, 1998, 2002, 2004, 2006, 2007) oraz dwukrotnie srebrny (2003, 2008). Srebrny medalista drużynowych mistrzostw Wielkiej Brytanii (2005). Złoty medalista otwartych indywidualnych mistrzostw Argentyny (2010).
Finalista drużynowych mistrzostw świata (Vojens 1998 – VI miejsce). Uczestnik turnieju o Grand Prix Czech 2006 – jako zawodnik z dziką kartą (Praga 2006 – XVI miejsce). Dwukrotny finalista mistrzostw Europy par (Lendava 2006 – IV miejsce, Natschbach 2008 – srebrny medal). Trzykrotny finalista klubowego Pucharu Europy (Bydgoszcz 1998 – II miejsce, Diedenbergen 1999 – IV miejsce, Miszkolc 2007 – IV miejsce).
Startował w ligach czeskiej, niemieckiej, szwedzkiej, brytyjskiej – w barwach klubów z Peterborough (2001, 2004), Berwick (2001–2005, 2008, 2010), King’s Lynn (2001), Eastbourne (2003), Coventry (2005) i Workington (2009), oraz polskiej – w barwach klubów Śląsk Świętochłowice (1999), ŻKS Krosno (2000), KSŻ Krosno (2006), GTŻ Grudziądz (2007), Speedway Miszkolc (2008–2009) i KMŻ Lublin (2010).